# Olympische Sommerspiele 1968/Leichtathletik – Speerwurf (Männer)
Der Speerwurf der Männer bei den Olympischen Spielen 1968 in Mexiko-Stadt wurde am 15. und 16. Oktober 1968 im Estadio Olímpico Universitario ausgetragen. 27 Athleten nahmen teil.
Olympiasieger wurde Jānis Lūsis aus der Sowjetunion. Er gewann vor dem Finnen Jorma Kinnunen und dem Ungarn Gergely Kulcsár.
Für die Bundesrepublik Deutschland – offiziell Deutschland – traten Hermann Salomon, Rolf Herings und Klaus Wolfermann an. Herings und Wolfermann scheiterten in der Qualifikation, Salomon erreichte das Finale und wurde Zwölfter.

Die DDR – offiziell Ostdeutschland – wurde durch Manfred Stolle vertreten, der im Finale Rang fünf erreichte.

Für die Schweiz gingen Urs von Wartburg und Rolf Bühler an den Start. Bühler scheiterte an der Qualifikationsweite, von Wartburg erreichte im Finale Rang acht.

Auch der Österreicher Walter Pektor qualifizierte sich für das Finale und wurde Zehnter.

Athleten aus Liechtenstein nahmen nicht teil.

## Rekorde

### Bestehende Rekorde

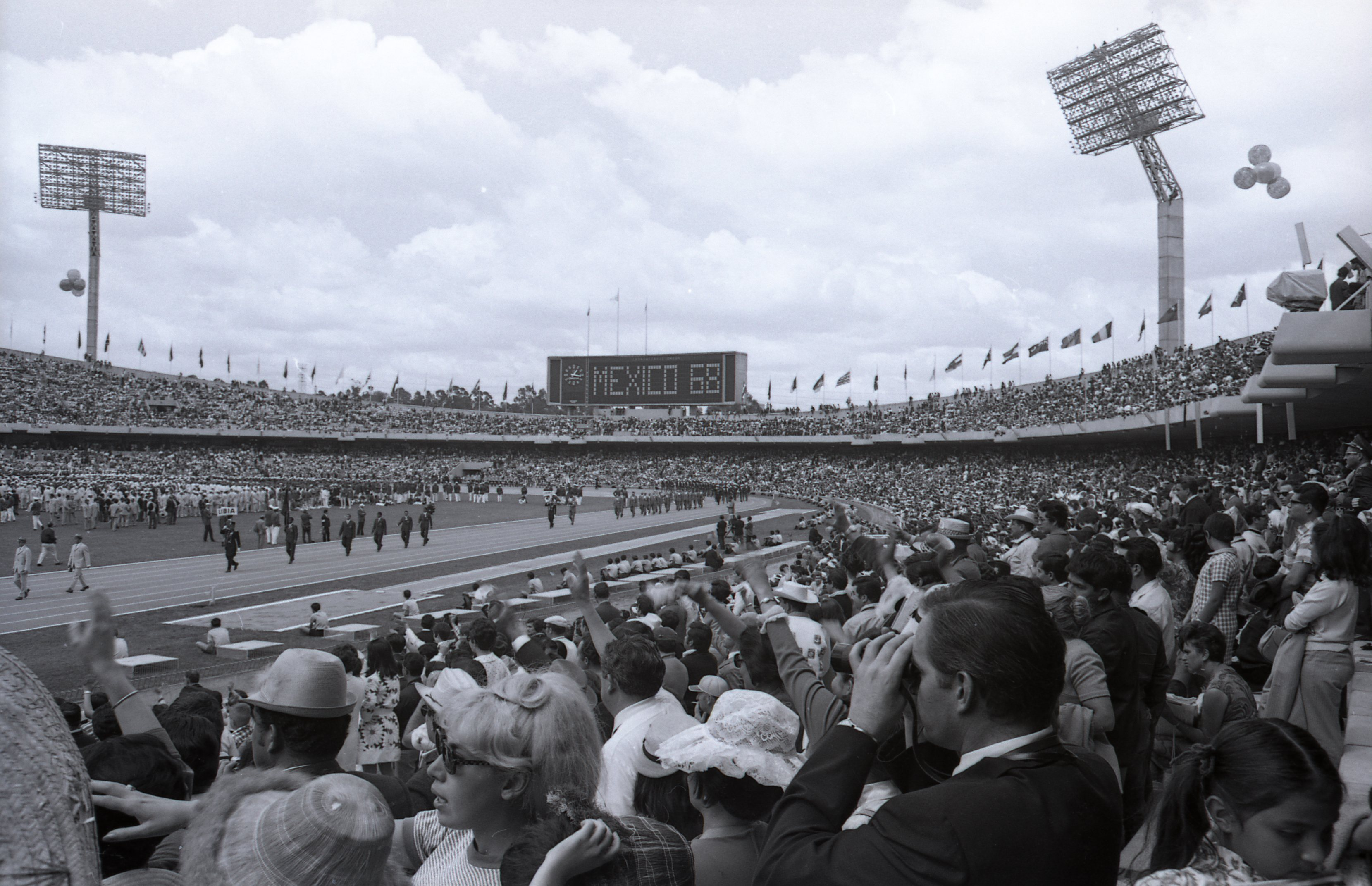
Das Olympiastadion während der Eröffnungsfeier 1968

| Weltrekord         | 91,98 m | Jānis Lūsis ( Sowjetunion) | Saarijärvi, Finnland            | 23. Juni 1968     |
| Olympischer Rekord | 85,71 m | Egil Danielsen ( Norwegen) | Finale OS Melbourne, Australien | 26. November 1956 |

### Rekordverbesserungen
Der bestehende olympische Rekord wurde in diesem Wettbewerb viermal verbessert:
- 86,30 m – Jorma Kinnunen (Finnland), Finale am 16. Oktober, erster Versuch
- 86,34 m – Jānis Lūsis (Sowjetunion), Finale am 16. Oktober, zweiter Versuch
- 87,06 m – Gergely Kulcsár (Ungarn), Finale am 16. Oktober, vierter Versuch
- 90,10 m – Jānis Lūsis (Sowjetunion), Finale am 16. Oktober, sechster Versuch

## Durchführung des Wettbewerbs
27 Athleten traten am 15. Oktober zu einer Qualifikationsrunde an, die in zwei Gruppen absolviert wurde. Elf von ihnen – hellblau unterlegt – übertrafen die direkte Finalqualifikationsweite von 80,00 m. Damit war die Mindestanzahl von zwölf Finalteilnehmern noch nicht erreicht. So qualifizierte sich auch der zwölftplatzierte Werfer – hellgrün unterlegt – für das Finale am 16. Oktober. Dort hatte jeder Athlet zunächst drei Versuche. Erstmals konnten dann die acht besten – und nicht wie bis 1964 sechs besten – Werfern drei weitere Versuche absolvieren.

## Zeitplan
15. Oktober, 10:00 Uhr: Qualifikation

16. Oktober, 15:00 Uhr: Finale
Anmerkung: Alle Zeiten sind in Ortszeit Mexiko-Stadt (UTC −6) angegeben.

## Legende
Kurze Übersicht zur Bedeutung der Symbolik – so üblicherweise auch in sonstigen Veröffentlichungen verwendet:
| – | verzichtet |
| x | ungültig   |

## Qualifikation
Datum: 15. Oktober 1968, ab 10:00 Uhr

### Gruppe A

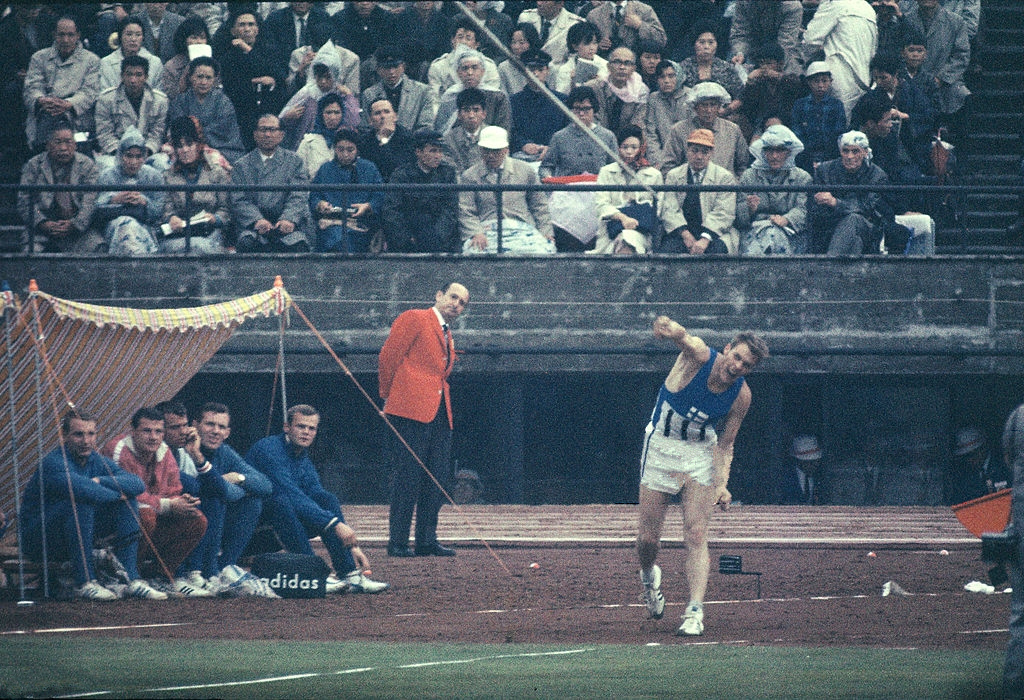
Der Olympiasieger von 1964 Pauli Nevala
erreichte mit 77,90 m nicht das Finale

| Platz | Name               | Nation         | 1. Versuch | 2. Versuch | 3. Versuch | Weite   |
| ----- | ------------------ | -------------- | ---------- | ---------- | ---------- | ------- |
| 1     | Åke Nilsson        | Schweden       | x          | x          | 84,74 m    | 84,74 m |
| 2     | Jānis Lūsis        | Sowjetunion    | 83,68 m    | –          | –          | 83,68 m |
| 3     | Jorma Kinnunen     | Finnland       | x          | 74,16 m    | 83,16 m    | 83,16 m |
| 4     | Manfred Stolle     | DDR            | 81,88 m    | –          | –          | 81,88 m |
| 5     | Gergely Kulcsár    | Ungarn         | 81,56 m    | –          | –          | 81,56 m |
| 6     | Mark Murro         | USA            | 74,14 m    | 81,14 m    | –          | 81,14 m |
| 7     | Władysław Nikiciuk | Polen          | 74,16 m    | 78,22 m    | 81,00 m    | 81,00 m |
| 8     | Urs von Wartburg   | Schweiz        | 76,58 m    | 80,66 m    | –          | 80,66 m |
| 9     | Janusz Sidło       | Polen          | 74,90 m    | 80,12 m    | –          | 80,12 m |
| 10    | Hermann Salomon    | BR Deutschland | 79,48 m    | x          | 76,50 m    | 79,48 m |
| 11    | Rolf Herings       | BR Deutschland | 79,08 m    | 77,00 m    | 78,70 m    | 79,08 m |
| 12    | Pauli Nevala       | Finnland       | x          | 77,90 m    | x          | 77,90 m |
| 13    | Mart Paama         | Sowjetunion    | 74,18 m    | 77,26 m    | 74,64 m    | 77,26 m |
| 14    | Frank Covelli      | USA            | 70,30 m    | x          | 73,04 m    | 73,04 m |

### Gruppe B

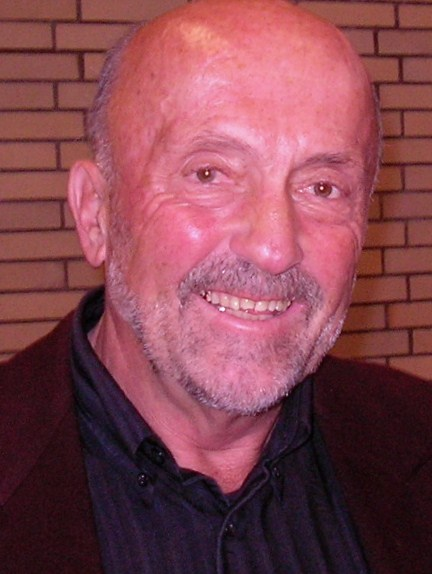
Der kommende Olympiasieger Klaus Wolfermann schied hier mit 75,78 m aus
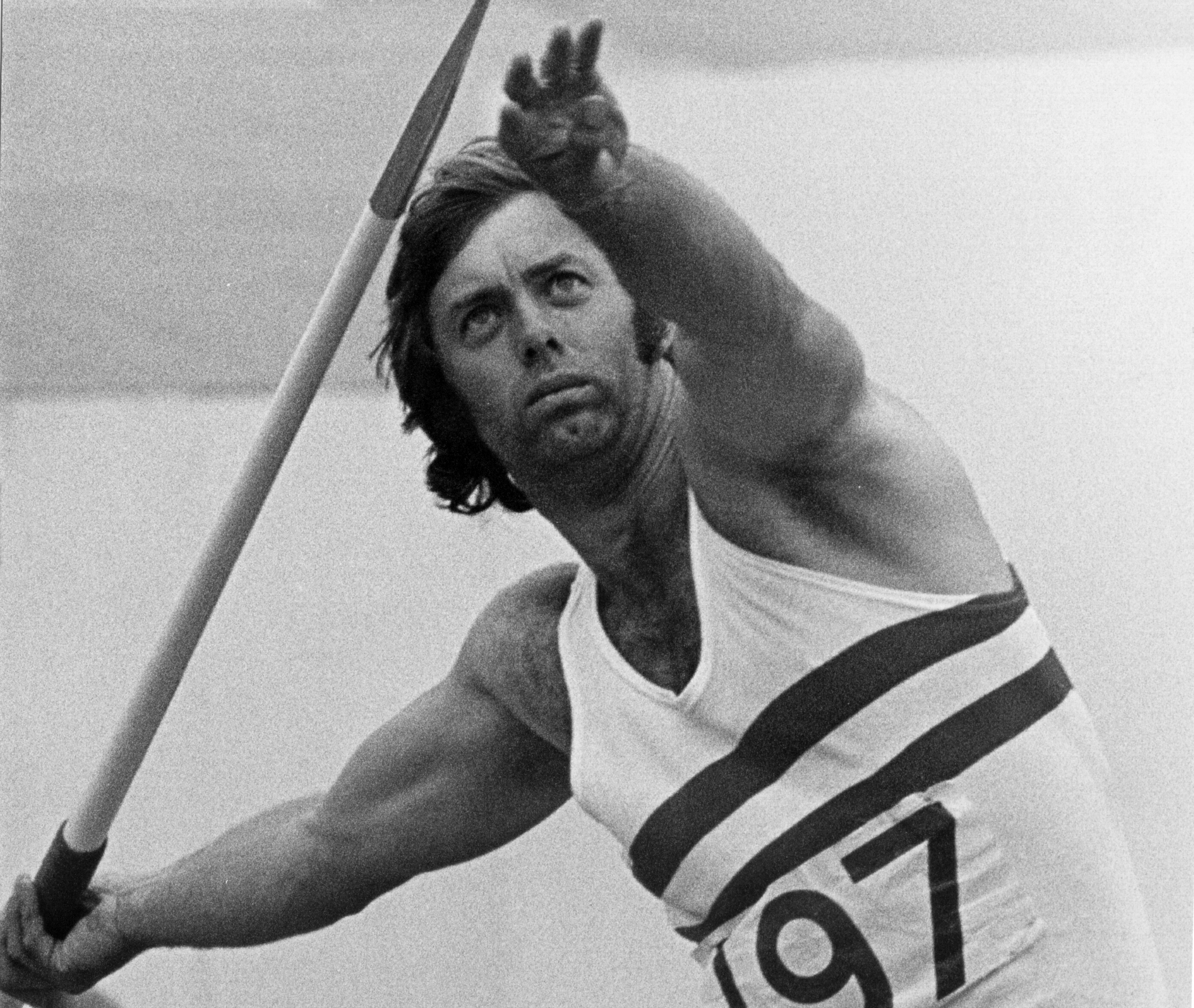
Dave Travis – mit 74,36 m nicht im Finale

| Platz | Name                 | Nation         | 1. Versuch | 2. Versuch | 3. Versuch | Weite   |
| ----- | -------------------- | -------------- | ---------- | ---------- | ---------- | ------- |
| 1     | Walter Pektor        | Österreich     | 82,16 m    | –          | –          | 82,16 m |
| 2     | Aurelio Janet        | Kuba           | 80,10 m    | –          | –          | 80,10 m |
| 3     | Klaus Wolfermann     | BR Deutschland | 75,78 m    | 71,40 m    | 75,02 m    | 75,78 m |
| 4     | Miklós Németh        | Ungarn         | 74,56 m    | 74,82 m    | 75,50 m    | 75,50 m |
| 5     | Dave Travis          | Großbritannien | 74,24 m    | 74,36 m    | 70,84 m    | 74,36 m |
| 6     | Lode Wyns            | Belgien        | 73,68 m    | x          | x          | 73,68 m |
| 7     | Gary Stenlund        | USA            | 73,52 m    | 68,88 m    | 71,44 m    | 73,52 m |
| 8     | Bill Heikkila        | Kanada         | 70,10 m    | 71,20 m    | 70,78 m    | 71,20 m |
| 9     | Nashatar Singh Sidhu | Malaysia       | x          | 63,58 m    | 70,70 m    | 70,70 m |
| 10    | Rolf Hoppe           | Chile          | 68,32 m    | 65,82 m    | 65,86 m    | 68,32 m |
| 11    | William Liga         | Fidschi        | x          | 61,62 m    | 62,32 m    | 62,32 m |
| 12    | Donald Vélez         | Nicaragua      | 48,92 m    | x          | 61,32 m    | 61,32 m |
| 13    | Rolf Bühler          | Schweiz        | 61,05 m    | x          | x          | 61,05 m |
| DNS   | Christos Pierrakos   | Griechenland   |            |            |            |         |
| DNS   | Lahcen Samsam Akka   | Marokko        |            |            |            |         |

## Finale
Datum: 16. Oktober 1968, 15:00 Uhr
| Platz | Name               | Nation         | 1. Versuch | 2. Versuch | 3. Versuch | 4. Versuch                             | 5. Versuch                             | 6. Versuch                             | Endresultat | Anmerkung |
| ----- | ------------------ | -------------- | ---------- | ---------- | ---------- | -------------------------------------- | -------------------------------------- | -------------------------------------- | ----------- | --------- |
| 1     | Jānis Lūsis        | Sowjetunion    | 81,74 m    | 86,34 m OR | 82,66 m    | 84,40 m                                | x                                      | 90,10 m OR                             | 90,10 m     | OR        |
| 2     | Jorma Kinnunen     | Finnland       | 86,30 m OR | x          | x          | 79,00 m                                | 85,82 m                                | 88,58 m                                | 88,58 m     |           |
| 3     | Gergely Kulcsár    | Ungarn         | 83,10 m    | x          | 83,82 m    | 87,06 m OR                             | 85,14 m                                | 83,40 m                                | 87,06 m     |           |
| 4     | Władysław Nikiciuk | Polen          | x          | 85,70 m    | 82,24 m    | x                                      | 82,32 m                                | 80,44 m                                | 85,70 m     |           |
| 5     | Manfred Stolle     | DDR            | x          | 76,86 m    | 81,52 m    | 84,42 m                                | x                                      | 79,72 m                                | 84,42 m     |           |
| 6     | Åke Nilsson        | Schweden       | 83,48 m    | x          | x          | x                                      | 76,74 m                                | 79,76 m                                | 83,48 m     |           |
| 7     | Janusz Sidło       | Polen          | 80,00 m    | 76,36 m    | 80,58 m    | 75,50 m                                | 77,86 m                                | 76,46 m                                | 80,58 m     |           |
| 8     | Urs von Wartburg   | Schweiz        | 80,56 m    | 77,06 m    | 77,22 m    | x                                      | x                                      | x                                      | 80,56 m     |           |
|       |                    |                |            |            |            |                                        |                                        |                                        |             |           |
| 9     | Mark Murro         | USA            | 80,06 m    | 80,08 m    | x          | nicht im Finale der besten acht Werfer | nicht im Finale der besten acht Werfer | nicht im Finale der besten acht Werfer | 80,08 m     |           |
| 10    | Walter Pektor      | Österreich     | 75,64 m    | 77,40 m    | x          | nicht im Finale der besten acht Werfer | nicht im Finale der besten acht Werfer | nicht im Finale der besten acht Werfer | 77,40 m     |           |
| 11    | Aurelio Janet      | Kuba           | x          | 74,88 m    | x          | nicht im Finale der besten acht Werfer | nicht im Finale der besten acht Werfer | nicht im Finale der besten acht Werfer | 74,88 m     |           |
| 12    | Hermann Salomon    | BR Deutschland | x          | 71,64 m    | 73,50 m    | nicht im Finale der besten acht Werfer | nicht im Finale der besten acht Werfer | nicht im Finale der besten acht Werfer | 73,50 m     |           |

Als Topfavorit galt der sowjetische Werfer Jānis Lūsis, Bronzemedaillengewinner von 1964, Europameister von 1966 und Inhaber des Weltrekords, aber sein Sieg stand bis zum letzten Durchgang auf des Messers Schneide.
In der ersten Finalrunde führte der Finne Jorma Kinnunen mit neuem Olympiarekord vor dem Schweden Åke Nilsson und dem Ungarn Gergely Kulcsár. Lūsis folgte auf Rang vier. Dieser eroberte im zweiten Versuch die Spitzenposition mit einer erneuten Rekordverbesserung. Der Pole Władysław Nikiciuk konnte sich auf Rang vier vor Nilsson platzieren. Im vierten Versuch übernahm dann Kulcsár die Führung, er warf den Speer mehr als siebzig Zentimeter weiter als Lūsis bei seinem Rekord. Lūsis blieb Zweiter vor Kinnunen. Im letzten Durchgang übertrafen sowohl Kinnunen als auch Lūsis Kulcsárs olympischen Rekord noch einmal. Jānis Lūsis warf dabei anderthalb Meter weiter und wurde somit Olympiasieger. Als einziger Werfer in diesem hochklassigen Wettbewerb gelang ihm ein Wurf über neunzig Meter. Silbermedaillengewinner wurde Jorma Kinnunen, Gergely Kulcsár blieb die Bronzemedaille.

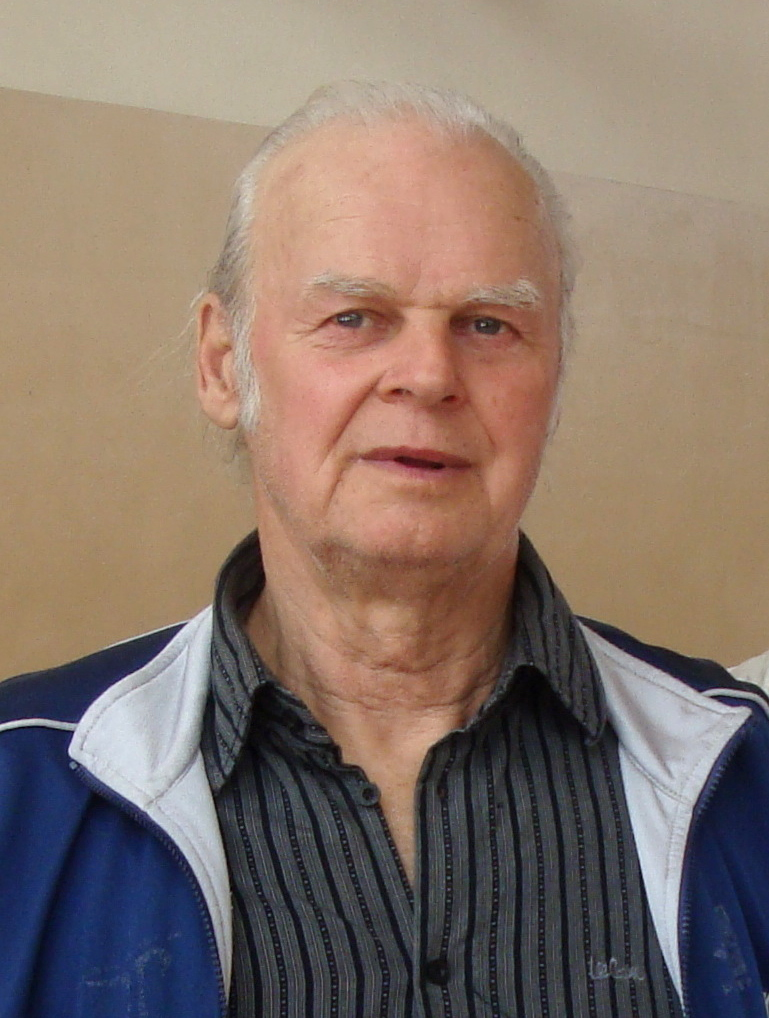
Olympiasieger wurde Topfavorit Janis Lusis (hier im Jahr 2011)
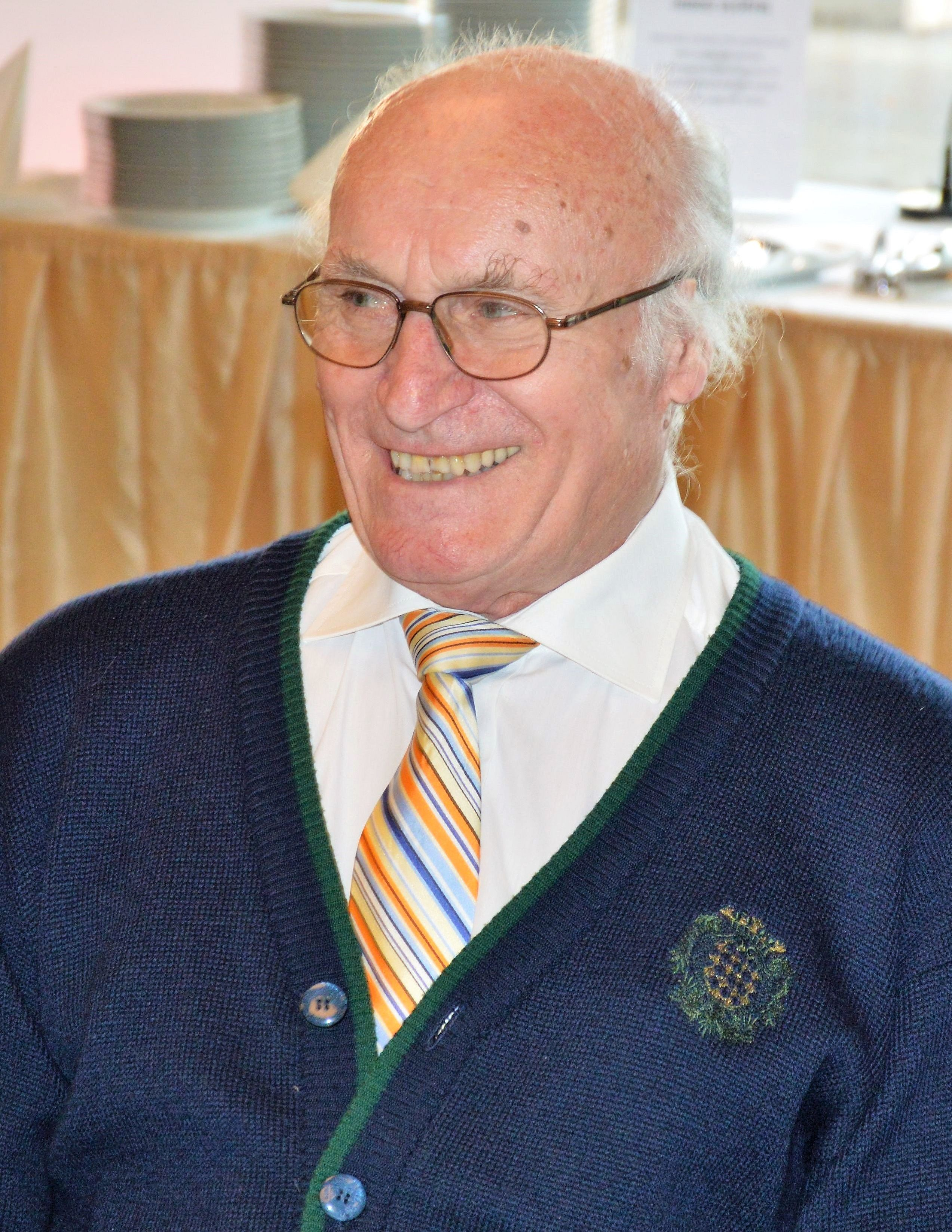
Nach Olympiasilber 1964 und Olympiabronze 1960 errang Gergely Kulcsár (Foto: 2013) wiederum Bronze

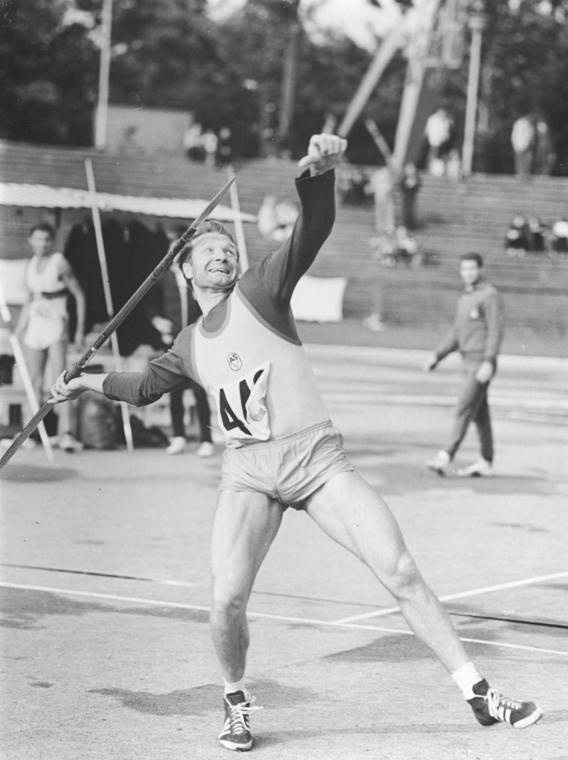
Manfred Stolle kam im Finale auf Platz fünf
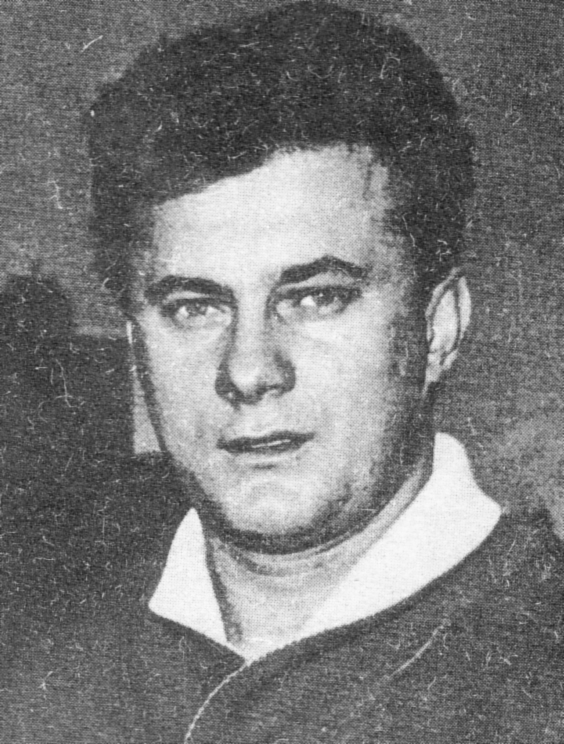
Janusz Sidło belegte Rang sieben
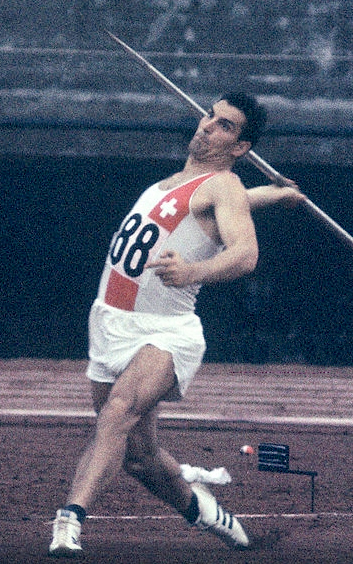
Urs von Wartburg wurde im Finale Achter

## Videolinks
- 1968 Jānis Lūsis (Latvia) Mexico Olympics (new footage), youtube.com, abgerufen am 21. September 2021
- Janis Lusis (USSR) Javelin 1968 Mexico 90.10 meters (O.R.), youtube.com, abgerufen am 21. September 2021
- Janis Lusis's Olympic Record of 90.10m at the 1968 Mexico City Olympics, youtube.com, abgerufen am 9. November 2017
- Jorma Kinnunen Mexico 1968, youtube.com, abgerufen am 9. November 2017
- Åke Nilsson (Sweden) 1968 Mexico Javelin (first throw) 83.48 meters (273.10ft), youtube.com, abgerufen am 21. September 2021
- Walter Pektor (Austria) Javelin 82.16 meters (1968 Mexico Q Javelin), youtube.com, abgerufen am 21. September 2021